# بلشویک قدیمی
بلشویک قدیمی (روسی: ста́рый большеви́к) یک نقش غیررسمی برای عضو جناح بلشویک حزب سوسیال دموکرات کارگری روسیه پیش از انقلاب روسیه بود. بسیاری از بلشویک‌های قدیمی بعداً به‌سیاست‌مداران ارشد و دیوان‌سالاران اتحاد جماهیر شوروی تبدیل شدند، و حزب کمونیست اتحاد شوروی را راه‌بری کردند. بسیاری از بلشویک‌های قدیمی در طول سال‌ها به‌علل طبیعی جان خود را از دست دادند، ولی شماری از آن‌ها در اواخر دهه‌ی ۱۹۳۰، در نتیجه‌ی پاک‌سازی بزرگ ژوزف استالین، از قدرت کنار گذاشته‌شدند، و یا این‌که اعدام گردیدند.